# Donkey Kong Land 2
Donkey Kong Land 2  é um videogame de plataforma desenvolvido pela Rare e publicado pela Nintendo para o Game Boy . É a sequência do jogo Donkey Kong Land para Game Boy de 1995 e faz parte da série de videogames Donkey Kong. Foi lançado mundialmente no outono de 1996. Foi aprimorado para o Super Game Boy com diferentes tons de cores, além de uma borda banana de 16 bits nas bordas da tela da televisão.  Assim como o Donkey Kong Land original, ele veio embalado em um cartucho amarelo-banana. O jogo foi seguido por Donkey Kong Land III, lançado em 1997.

## Trama
Donkey Kong Land 2 é estrelado por Diddy Kong e Dixie Kong em sua missão para resgatar Donkey Kong de Kaptain K. Rool e da Kremling Krew . Embora seus nomes artísticos e temas mundiais sejam emprestados de Donkey Kong Country 2: Diddy's Kong Quest (exceto Castle Crush, que se tornou Dungeon Danger; e Haunted Hall, que se tornou Krazy Koaster), os designs dos níveis são diferentes.
Donkey Kong Land 2 teve o mesmo enredo de Donkey Kong Country 2: Diddy's Kong Quest . O manual contém uma versão simplificada da história do seu homólogo SNES - K. Rool raptou Donkey Kong e está na Ilha Crocodile, e cabe a Diddy e Dixie salvá-lo.